# L'Atlàntida (pel·lícula)
L'Atlàntida és una pel·lícula dramàtica catalana del 2005, protagonitzada per Mercè Pons, Nancho Novo, Manuel Lozano, Melani Olivares i Ana Wagener. Fou dirigida per Belén Macías.
Mercè Pons (coneguda pel seu paper a Actrius, entre d'altres), Nancho Novo (protagonista de la pel·lícula La ardilla roja) i el jove Manuel Lozano (el que va ser el nen protagonista de La lengua de las mariposas) formen el trio protagonista d'aquest drama televisiu que gira al voltant de les relacions paternofilials. Es tracta del primer llargmetratge de la realitzadora Belén Macías, que fins al moment ha dirigit diversos curts i va participar com a guionista a la popular sèrie juvenil Al salir de clase.

## Argument
Victòria s'assabenta que li queda poc temps de vida i la seva preocupació és arreglar el futur d'en Mauro, el seu fill adolescent. Per això, després de molts anys de no voler-ne saber res, d'en Salinas, el seu exmarit i pare d'en Mauro, es posa en contacte amb ell per vendre una casa que tenen en comú, l'Atlàntida, per tal que el seu fill tingui patrimoni en un futur. Salinas, que viu a l'Atlàntida, es nega a vendre la casa, però suggereix que Mauro vagi a viure amb ell. Victòria no se'n refia, d'en Salinas, perquè creu que vol aprofitar-se del seu fill. Salinas inicia un apropament al seu fill, que quan descobreix el delicat estat de salut de la seva mare, es refugia en la interessada protecció del seu pare.
La relació entre mare i fill es deteriora a poc a poc. Mauro fuig a La Coruña, on descobreix les mentides i la maldat del seu pare. Quan Victoria va a recollir a Mauro a la casa que ella i Salines van compartir un dia, es reconcilien amb el passat i pare i fill acorden resoldre les seves diferències i deixar que Victoria visqui els seus últims mesos en pau.

## Repartiment
- Mercè Pons com a Victòria[3]
- Nancho Novo com a Mauro Salinas
- Manuel Lozano com a Mauro Salinas fill
- Melani Olivares com a Juana
- Mercè Rovira
- Pedro Alonso com a Boris
- Uxía Blanco com a Asunción Mihura
- Ana Wagener com a Griesman
- Antonio Durán "Morris"
- Alber Ponte com a Juan Gimeno
- Pilar Pereira
- Belén Costenla
- Abelardo Gabriel
- César Cambeiro
- Paco Campos

## Recepció
Segons la base de dades en línia IMDb, la pel·lícula ha obtingut una puntuació de 5,7 sobre 10, basada amb la ràtio de nou usuaris. Pel que fa a Filmaffinity la puntuació ha estat de 4,4 sobre 10 amb vint-i-tres vots.